# Pavieasia
Pavieasia es un género con tres especies de plantas de flores perteneciente a la familia Sapindaceae. 

## Especies seleccionadas
- Pavieasia anamensis
- Pavieasia kwangsiensis
- Pavieasia yunnanensis